# クパ川
クパ川（クロアチア語:Kupa）またはコルパ川（スロベニア語:Kolpa）は、クロアチア北東部とスロベニア南東部の自然的国境を形成する河川である。
クパ川の源流はクロアチアの都市リエカ北東部の山岳地域であるゴルスキ・コタル（Gorski kotar）で、この地域はリスニャク自然公園（Nacionalni park Risnjak）になっている。源流からの流れは数km東側へ流れると、左から小規模な河川であるチャブランカ川（Čabranka）と交わる前にスロベニア国境に達する。プリモステク（Primostek）でラヒニャ川（Lahinja）と合流し、ヴルボヴスコ（Vrbovsko）を通り、メトリカでスロベニア国境と分離する。その後、カルロヴァツに達しドブラ川（Dobra）とコラナ川（Korana）が合流する。そのまま東に流れ、グリナ川（Glina）とオドラ川（Odra）と合流しシサクでサヴァ川に流れ込む。